# Edna May
Edna May, pseudonimo di Edna May Pettie (Syracuse, 2 settembre 1878 – Losanna, 2 gennaio 1948), è stata una cantante e attrice teatrale statunitense.
Molto popolare anche attraverso le cartoline che pubblicizzavano la sua bellezza, era una delle più famose interpreti delle commedie musicali edoardiane. 
Il 14 settembre 1896 è Clairette Styrberg nella prima assoluta dell'operetta Santa Maria di Oscar Hammerstein I debuttando per il Broadway theatre a New York. 
Il 28 settembre 1897 è Violet Gray nella prima assoluta del musical The Belle of New York con Harry Davenport a New York e nella prima a Londra il 12 aprile 1898.
Il 27 agosto 1900 è baroness Edith de Tregue-Lady Binfield nell'anteprima di Kitty Grey di Lionel Monckton nel Theatre Royal di Bristol e nella prima assoluta di Londra il 7 settembre 1901 ed il 7 gennaio 1901 è Olga nella prima assoluta di The Girl From Up There di Gustav Kerker a New York.
È Edna Branscombe nella prima assoluta di Three Little Maids di Paul Alfred Rubens il 10 maggio 1902 a Londra e nella prima di Nottingham il 13 ottobre successivo.
Il 9 maggio 1903 è Lillian Leigh nella prima assoluta di The School Girl di Leslie Stuart al Prince of Wales Theatre di Londra e nelle prime a New York il 1º settembre 1904 al Daly's Theatre ed il 24 ottobre all'Herald Square Theatre.
Sempre nel 1904 è Alesia in La Poupée di Edmond Audran a Londra.
Il 28 agosto 1905 è Angela Crystal nella prima di The Catch of the Season di Herbert Haines al Daly's Theatre di New York e l'11 aprile 1906 Julia Chaldicott Belle nella prima assoluta di The Belle of Mayfair di Stuart con Camille Clifford a Londra.
Nel 1907 sposa il milionario Oscar Lewisohn e si ritira dal teatro.
Visse a Winkfield nella Bracknell Forest del Berkshire.
Nel 1911 torna in scena per beneficenza con The Belle of New York al Savoy Theatre di Londra.

## Filmografia
- Forgotten; or, An Answered Prayer, regia di Van Dyke Brooke (1911)
- David Copperfield, regia di Thomas Bentley (1913)
- Hearst-Selig News Pictorial, No. 8 - cortometraggio, news (1915)
- Salvation Joan, regia di Wilfred North (1916)
- The Bargain Hunt